# ХК Локомотив Горна Оряховица
ХК Локомотив Горна Оряховица е български хандбален отбор от град Горна Оряховица.

## История
Хандбален клуб Локомотив Горна Оряховица е основан през 1969-а от инж. Тодор Тодоров със създаването на хандбална секция към дружество ”Локомотив". Изявени хандбалисти от отбора са: Георги Маринов, Тодор Калчев, Любослав Димитров, Владислав Йоргов, Ивелин Дачев, Преслав Митев, Велимир Даскалов, Емилиян Синигеров, Венцислав Георгиев, Петър Николов, Стефан Димитров, Александър Христов, Павел Павлов, Николай Генов, Николай Москов, Георги Кръстев, Михаел Иванов, Пламен Пашанов.